# ریکاردو واز ته
ریکاردو واز ته (پرتغالی: Ricardo Vaz Tê؛ زادهٔ ۱ اکتبر ۱۹۸۶) بازیکن فوتبال اهل پرتغال بود.
از باشگاه‌هایی که در آن بازی کرده‌است می‌توان به باشگاه فوتبال بارنزلی، باشگاه فوتبال پانیونیوس، باشگاه فوتبال هال سیتی، باشگاه فوتبال هیبرنین، باشگاه فوتبال وستهام یونایتد، باشگاه فوتبال بلدیه‌اسپور آق‌حصار، باشگاه فوتبال چارلتون اتلتیک، و باشگاه فوتبال بولتون واندررز اشاره کرد.
وی همچنین در تیم‌های ملی فوتبال زیر ۱۷ سال پرتغال، زیر ۱۹ سال پرتغال، زیر ۲۰ سال پرتغال، زیر ۲۱ سال پرتغال، و زیر ۲۳ سال پرتغال بازی کرده‌است.